# Portet-d'Aspet
Portet-d'Aspet es una comuna del suroeste de Francia, situada en el departamento de Alto Garona, dentro de la región de Mediodía-Pirineos. Según el censo de 1999 tenía una población de 67 habitantes.

## Geografía
La comuna de Portet-d'Aspet se encuentra en la región de Cominges, 32 km al sudeste de Saint-Gaudens, al pie de los Pirineos.

## Demografía
| 1882 | 1926 | 1962 | 1968 | 1975 | 1982 | 1990 | 1999 |
| ?    | ?    | 112  | 114  | 68   | 65   | 75   | 67   |
| ---- | ---- | ---- | ---- | ---- | ---- | ---- | ---- |
|      |      |      |      |      |      |      |      |

Fuente: INSEE

## Lugares y monumentos
- Col de Portet-d'Aspet
- Église de St. Roch
- Chapelle de Pomès
- Chapelle de Speregas